# Thomas Wriothesley, 1. Earl of Southampton

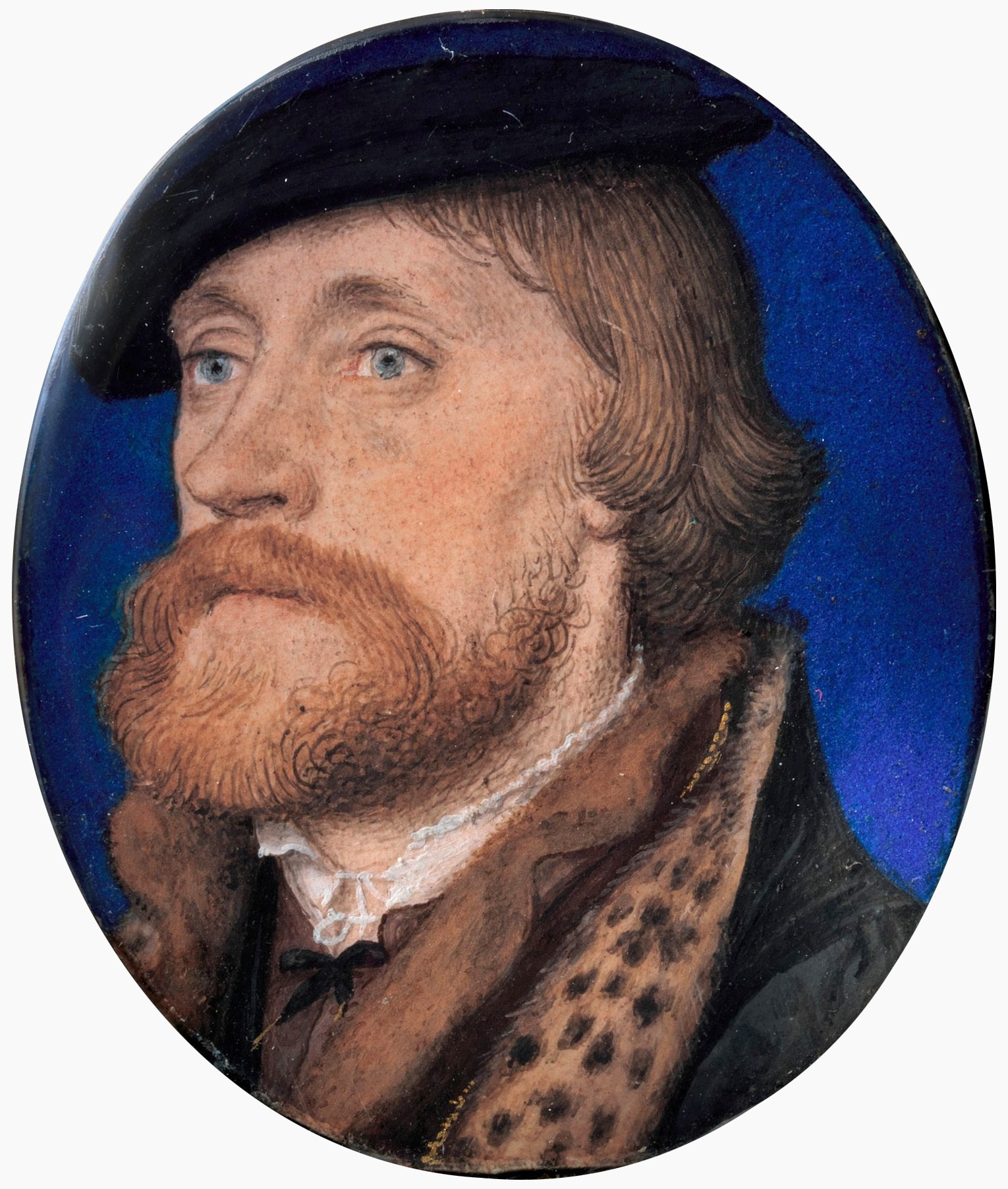
Thomas Wriothesley, um 1535 gemalt von Hans Holbein

Thomas Wriothesley, 1. Earl of Southampton, KG (* 21. Dezember 1505 in London; † 30. Juli 1550 im Lincoln Place, London) war ein englischer Adliger, Secretary of State und Lordkanzler. Als begabter, aber skrupelloser und verschlagener Politiker passte er sich stets den politischen Gegebenheiten an und agierte als loyaler Diener König Heinrichs VIII. in dessen Bruch mit der Katholischen Kirche. Wenngleich Wriothesley von der Auflösung der englischen Klöster profitiert hatte, so verfolgte er dennoch Calvinisten und andere regimekritische Protestanten, wenn sich die Politik änderte.

## Frühe Jahre
Thomas Wriothesley wurde am 21. Dezember 1505 in London als Sohn William Wriothesleys, dessen Vorfahren den Namen noch „Wryth“ geschrieben hatten, und Agnes Drayton, der Tochter und Erbin von James Drayton, geboren. Thomas hatte zwei Schwestern, Elizabeth (* 1507) und Anne (* 1508) und einen Bruder, Edward (* 1509). Thomas’ Vater und Onkel waren die ersten Familienmitglieder, die den Nachnamen als „Wriothesley“ schrieben.
Nachdem Wriothesley zunächst an der St. Paul’s School in London unterrichtet wurde, wurde er 1522 an der Trinity Hall, Cambridge zugelassen, wo er bei Stephen Gardiner Recht studierte. Wenngleich er keinen Abschluss erwarb, blieben er und Gardiner Freunde. 1524 kam er 19-jährig an den Hof, wo Thomas Cromwell auf ihn aufmerksam wurde. Er wurde Clerk of the Signet Gardiners, welcher zu dieser Zeit der Sekretär Heinrichs VIII. war, einen Posten, den Wriothesley für einige Jahre behielt, später im Dienste Cromwells.

## Karriere bei Hofe
Als Mitglieder des königlichen Sekretariats waren Thomas Wriothesley und William Brereton daran beteiligt, eine Annullierung der Ehe des Königs mit Katharina von Aragon zu beschaffen und Anne Boleyns königliche Position zu sichern, weswegen sie gesandt wurden, Mitglieder der Aristokratie dazu zu bringen, der Annullierung schriftlich zuzustimmen. Seine Dienste wurden nach der Auflösung der Klöster reich belohnt, indem er große Ländereien zwischen Southampton und Winchester erhielt, die einst den Abteien von Beaulieu und Titchfield gehört hatten.
1538 wurde er zum Knight Bachelor geschlagen und war von 1539 bis 1540 und von 1542 bis 1544 als Knight of the Shire für Hampshire Mitglied des House of Commons.
Bis Mai 1539 war Wriothesley der Botschafter Heinrichs VIII. in Brüssel. Als Ende 1539 Anna von Kleve nach England kommen sollte, führte er die Eskorte an. Wriothesley unterstützte weiterhin die katholische Fraktion rund um Thomas Howard, 3. Duke of Norfolk, aber nur wenn es für ihn an Hofe von Nutzen war. 1540 wurde er als Nachfolger und auf Empfehlung von Cromwell zusammen mit Sir Ralph Sadler Secretary of State und Teil des Privy Council des Königs. Während Sadler der Privatsekretär des Königs war, übernahm Wriothesley rein politische Aufgaben. Durch seine vornehme Abkunft dominierte er den Bürgerlichen Sadler jedoch leicht. 1540 trug Wriothesley zum Sturz seines bisherigen Förderers Cromwell bei, der am 28. Juli 1540 hingerichtet wurde, und gewann bald dessen Machtposition für sich selbst.
Ab 1542 hieß es, er regiere über beinahe ganz England. Er war Mitglied des Rates von Stephen Gardiner, der die Verhaftung des Dukes of Norfolk und dessen Sohnes Henry Howard, Earl of Surrey beschloss, und unterstützte Gardiners Razzien gegen lutherische Ansichten. Man wollte alle Protestanten im königlichen Haushalt finden, vor allem mögliche Calvinisten. Sogar Erzbischof Cranmer wurde von ihnen eingeschüchtert, wurde jedoch vom König beschützt. Mit dem Aufstieg der Konservativen musste Wriothesley seinen Platz als königlicher Sekretär im Januar 1544 zugunsten des offenen Katholiken Sir William Petre räumen.
Am 1. Januar 1544 wurde er zum Baron Wriothesley, of Titchfield, erhoben und wurde dadurch Mitglied des House of Lords. Als Lord Audley am 22. April 1544 starb, wurde Lord Wriothesley zum Lordkanzler ernannt, zu einer Zeit, in der der Einfluss Gardiners schwand. 1545 nahm der König ihn als Knight Companion in den Hosenbandorden auf. Als Lordkanzler wurde er dadurch berüchtigt, dass er die Protestantin Anne Askew foltern ließ und angeblich sogar selbst folterte. Die katholische Fraktion bei Hofe vermutete, dass Königin Catherine Parr selbst dem protestantischen Glauben anhing und die Kinder des Königs in diesem Glauben erzog. Anne Askew bestritt jeglichen Kontakt mit der Königin, dennoch erreichte Wriothesley, dass der König Catherines Haftbefehl unterzeichnete. Als er sie jedoch in Anwesenheit des Königs verhaften lassen wollte, wies dieser das Vorhaben wütend ab, da er sich bereits zuvor mit seiner Frau versöhnt hatte. Die Reformisten waren zu diesem Zeitpunkt bereits zahlreicher als die Katholiken, Wriothesley verlor an Einfluss und konnte den protestantischen Edward Seymour, Earl of Hertford, nicht mehr daran hindern, das Testament des Königs nach seinem Willen zu formen.

## Unter Eduard VI.
Wriothesley war einer der Vollstrecker des Testaments Heinrichs VIII. und wurde durch den Willen des verstorbenen Königs am 16. Februar 1547 zum Earl of Southampton ernannt. Zudem war er Mitglied des Regentschaftsrates, der während der Minderjährigkeit Eduards VI. gemeinsam regierte. Wriothesley war eines der wenigen Mitglieder des Rates, das sich gegen den Aufstieg des Onkels des Königs, Edward Seymour, 1. Duke of Somerset, zum Lordprotektor stellte. Im März wurde er seines Amtes als Lordkanzler enthoben und verlor außerdem seinen Sitz im Privy Council.
Später wurde er wieder Teil des Privy Council und trug maßgeblich zum Sturz Edward Seymours bei, hatte aber bei seinem Tod am 30. Juli 1550 seine ehemalige Position nicht zurückgewonnen. Der Erbe seines Titels war sein Sohn Henry.

## Heirat und Nachkommen
Thomas Wriothesley heiratete spätestens 1533 Jane Cheney († 15. September 1574), die Tochter und Erbin von William Cheney, Gutsherr von Chesham Bois in Buckinghamshire, und Emma Walwyn. Der Ehe entstammen drei Söhne und fünf Töchter:
- William Wriothesley (starb jung);
- Anthony Wriothesley (starb jung);
- Henry Wriothesley, 2. Earl of Southampton (* 21. April 1545; † 4. Oktober 1581), ⚭ Mary Browne;
- Elizabeth Wriothesley (begraben am 16. Januar 1555), ⚭ Thomas Radcliffe, 3. Earl of Sussex;
- Mary Wriothesley († Dezember 1561), ⚭ (1) Richard Lyster, ⚭ (2) William Shelley of Michelgrove;
- Katherine Wriothesley, ⚭ Sir Thomas Cornwallis;
- Anne Wriothesley, die mit Sir Henry Wallop verlobt war, welcher vor der Hochzeit starb;
- Mabel Wriothesley, ⚭ Walter Sandys.